# Bauverbot
Bauverbot bezeichnet das Verbot, ein Grundstück baulich zu nutzen.

## Deutschland
Im Bebauungsplan können Flächen festgesetzt werden, die aus städtebaulichen Gründen von der Bebauung freizuhalten sind (§ 9 Abs. 1 Nr. 10 BauGB), beispielsweise zum Schutz von Ruhe und Erholung. Ein Vorhaben, das einer solchen Festsetzung widerspricht, ist unzulässig (§ 30 Abs. 1 BauGB). Von der Festsetzung kann jedoch unter den Voraussetzungen des § 31 Abs. 2 BauGB in einer Baugenehmigung befreit werden.
Flächen können auch im Geltungsbereich einer Landschaftsschutzverordnung einem naturschutzrechtlichen Bauverbot unterliegen, von dem gem. § 67 BNatschG eine Befreiung erteilt werden kann. Außerdem ist in festgesetzten Überschwemmungsgebieten die Errichtung oder Erweiterung baulicher Anlagen nach den §§ 30, 33, 34 und 35 des Baugesetzbuches grundsätzlich untersagt, aber ausnahmsweise genehmigungsfähig (§ 78 Abs. 4, 5 WHG).
An Bundesautobahnen und Bundesstraßen besteht ein Bauverbot für Hochbauten bei Entfernungen vom Straßenrand von weniger als 40 bzw. 20 m (§ 9 FStrG). Dagegen sind an Bahnstrecken nach dem Allgemeinen Eisenbahngesetz (AEG) keine Anbauverbotszonen festgelegt.

## Österreich
Das Bauverbot ist ein Instrument zur Sicherung der Aufschließung von Grundstücken. Jedes Grundstück, auf dem der Bau eines Gebäudes geplant ist, muss aufgeschlossen werden. Nicht aufgeschlossene Bauplätze können wegen mangelnder Anbaureife mit einem Bauverbot belegt sein.
Die entsprechenden Regelungen sind in den Bauordnungen der einzelnen Bundesländer enthalten, beispielsweise in § 19 Abs. 1 lit. c–f der Bauordnung für Wien. Das Bestehen von Verpflichtungen aus Bauverboten, Verpflichtungen, die anstelle von Bauverboten oder aus Anlass der Aufhebung von Bauverboten auferlegt werden, sind auf Antrag der Behörde oder auf Grund eines behördlichen Bescheides im Grundbuch ersichtlich zu machen (§ 130 Abs. 2 lit. e BO für Wien).
Auf Bauplätzen, die mit einem Bauverbot behaftet sind, findet vor Erteilung einer Baubewilligung eine Bauverhandlung gem. § 70 BO für Wien statt, kein vereinfachtes Baubewilligungsverfahren (§ 70a Satz 2 Nr. 9 BO für Wien). Die Abstandnahme vom Bauverbot setzt voraus, dass die Aufschließung bereits beschlossen ist oder die konkrete Aufschließung sichergestellt ist (§ 19 Abs. 2 BO für Wien). Für die Aufschließung kann die Gemeinde den Bauwerber zu einer Aufschließungsabgabe heranziehen.

## Schweiz
In der Schweiz werden Bauverbote im Rahmen der Raumplanung erlassen und erfassen alle Bereiche außerhalb der Bauzonen.
Eine entschädigungspflichtige Auszonung liegt vor, wenn das betroffene Grundstück ursprünglich einer in allen Teilen bundesrechtskonformen Bauzone zugewiesen war und mit dem Planungsakt in eine Nichtbauzone überführt worden ist mit der Folge, dass Bauvorhaben nicht mehr genehmigungsfähig sind. Auszonungen sind nach Ansicht des Schweizer Bundesgerichts nur dann eine entschädigungspflichtige Enteignung, wenn im maßgebenden Zeitpunkt anzunehmen war, dass sich eine bessere Nutzung der Sache mit hoher Wahrscheinlichkeit in
naher Zukunft hätte verwirklichen lassen können (sog. Realisierungswahrscheinlichkeit). Das ist nur der Fall, sofern auf dem betroffenen Grundstück bereits Erschließungsmaßnahmen vorgenommen worden waren, ohne die eine Überbauung ohnehin nicht zulässig gewesen wäre.